# Scymnus ardelio
Scymnus ardelio är en skalbaggsart som beskrevs av Horn 1895. Scymnus ardelio ingår i släktet Scymnus och familjen nyckelpigor. Inga underarter finns listade i Catalogue of Life.